# 黃暐婷
黃暐婷（Apple Huang，1984年3月28日—），藝名Apple ，台灣女藝人，華岡藝校戲劇科畢業，中國文化大學中國戲劇系肆業。2001年，以素人身份參加《我猜我猜我猜猜猜》，贏得古典美人封面人物，雖然比妹妹晚加入《我愛黑澀會》，但後來因表現亮眼，被選中為第一批正式出道的九位黑Girl（前稱 黑澀會美眉）成員之一，有「古典美眉」之稱，也是最年長的成員。高中時期與楊丞琳、小鬼、愷樂和許瑋甯同屆，與蕭閎仁是同校好友。妹妹黃喬歆是我愛黑澀會的美眉成員以及第四任班長—「瑤瑤」；而弟弟黄昱翔亦於2008年9月成為第二屆模范棒棒堂的新成員—「阿MAN」。
2010年3月17日，Apple因為加盟傳奇星娛樂。正式宣佈退出黑Girl，Channel V亦證實舊有的黑Girl已經正式解散。現時為通告藝人，出現在各大綜藝節目。

## 个人背景

### 学历
- 華岡藝校戲劇科畢業
- 中国文化大学中国戏剧学系肄業

### 友情
高中時期與楊丞琳、小鬼、愷樂和許瑋甯同屆，與蕭閎仁是同校好友。

### 家庭
妹妹黃喬歆「瑤瑤」、弟弟黄昱翔「阿MAN」

## 感情生活
2020年2月，公開承認與牙醫師趙國翔交往。2023年12月7日，宣布結婚並懷孕的消息。2024年4月11日誕下兒子。當天也是瑤瑤和阿 Man的生日。4天後，好友楊晨熙也在同一家醫院誕下女兒。

## 影視作品

### 电视剧
| 首播日期      | 播出頻道          | 劇名           | 飾演            | 集數   |
| ------------- | ----------------- | -------------- | --------------- | ------ |
| 2007年7月15日 | 民視、衛視中文台  | 黑糖瑪奇朵     | Apple（吳悅蘋） | 全部   |
| 2007年10月6日 | woo.com（網路劇） | 黑糖來了       | Apple           | 全部   |
| 2008年7月26日 | 民視、衛視中文台  | 黑糖群俠傳     | 邪教護法        | 第13集 |
| 2011年12月5日 | 華視、八大娛樂K台 | 易開罐男孩     | 小蘭            | 第1集  |
| 2015年12月9日 | 三立都會台        | 舞吧舞吧在一起 | 我愛偶像主持人  | 第2集  |

### 音乐录影带(MV)
歐漢聲：
- 《遊戲愛情》MV女主角（歌曲收錄於《動起來》專輯，1999/08） [8]

劉若英：
- 《光》（歌曲收錄於《一整夜》專輯，2005/12/09）

潘瑋柏：
- 《一指神功》（歌曲收錄於《高手》專輯，2005/12/22）

吳克羣：
- 《男傭》 （歌曲收錄於《將軍令》專輯，2006/10/13）

昌璟翔：
- 《身體健康》(2017/05/05）

## 書籍作品

### 書籍
- 《Apple、瑤瑤-姐妹妄想曲X偷穿高跟鞋》

### 寫真集
- 2012年：《Apple瑤瑤姊妹妄想曲：偷穿高跟鞋之女女寫真集》[9]

## 節目主持
| 日期                         | 播出頻道         | 節目名                            | 備註                               |
| ---------------------------- | ---------------- | --------------------------------- | ---------------------------------- |
|                              | Channel V        | 《我愛黑澀棒棒堂》                | 已停播                             |
|                              | Channel V        | 《我愛黑澀會》                    | 已停播                             |
|                              | Channel V        | 《美眉普普風》                    | 已停播                             |
|                              | Channel V        | 第一屆《模范棒棒堂》              | 助教，已停播                       |
| 2008年9月7日至2008年11月30日 | Channel V        | 哪裡5打抗                         | 與敖犬、小、阿緯及容嘉主持，已停播 |
|                              | TVBS-G           | 《娛樂新聞 ─ 美眉ㄅ ㄠ ˋㄅ ㄠ ˋ》 | 已停播                             |
|                              | 中視             | 《我猜我猜我猜猜猜》              | 助理主持人，已停播                 |
|                              | 壹電視           | 《壹食堂》                        |                                    |
|                              |                  | 《2007台北最HIGH新年城跨年晚會》  |                                    |
|                              | 超視             | 《我愛男子漢》                    | 代班主持                           |
|                              | 華視             | 《十點名人堂》                    | 代班主持                           |
| 2018年6月16日                |                  | 《天才衝衝衝》                    | 代班主持                           |
|                              | 香港 now寬頻電視 | 《18/22》                         | 與 陳建州、大牙搭檔主持            |
|                              | MTV              | 《我愛偶像Idol of Asia》          | 與吳建恒、小搭檔主持               |
|                              | 狼谷競技台       | 《Five鬪龍虎門》                  | 代班助理主持                       |
|                              | 東風衛視         | 《挑戰吧！大神》                  | 代班主持                           |